# Radionuklid-Heizelement

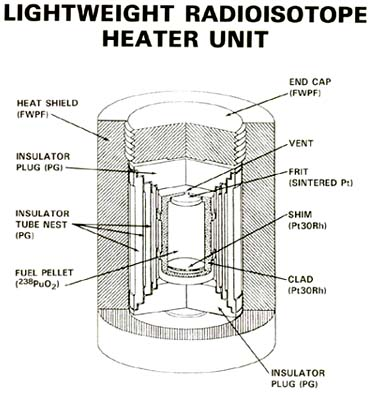
Schnittbild durch ein RHU-Heizelement

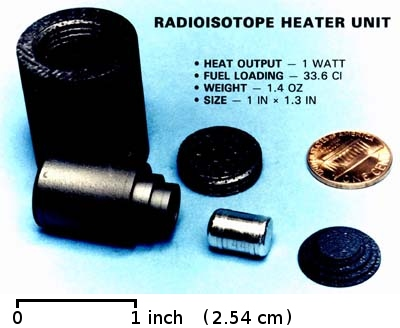
Bestandteile einer RHU, als Vergleichsgröße dient eine US 1-Cent-Münze.

Radionuklid-Heizelemente oder RHU (radioisope heater unit  im Englischen) werden in der Raumfahrt verwendet und liefern durch den Zerfall einer kleinen Menge eines Radionuklids Wärme zur Beheizung kälteempfindlicher Teile einer Raumsonde, eines Landers oder eines Rovers.

## Abgrenzung zu Radionuklidbatterien
Im Gegensatz zu Radionuklidbatterien, die primär zur Stromerzeugung verwendet werden, steht bei Heizelementen die Zerfallswärme durch Radioaktivität im Vordergrund. Damit werden empfindliche Ausrüstungsgegenstände (z. B. Elektronik) in Raumflugkörpern geheizt. Radionuklidbatterien haben einen geringen Wirkungsgrad bei der Umwandlung der Zerfallswärme in Elektrizität, der nicht umgewandelte Teil der Leistung kann aber auch zum Heizen genutzt werden.

## Aufbau
Je nach Missionslänge, Wärmebedarf und anderer Kriterien ist die Verwendung verschiedener Radioisotope möglich. Die von den Vereinigten Staaten hergestellten RHU (Radioisotope Heater Unit) enthalten jeweils ein Pellet aus 2,7 g Plutoniumdioxid. Dieser „Brennstoff“ ist von einer Hülle aus einer Platin-Rhodium-Legierung umgeben, die sich in einer Isolierung aus Graphit und diese wiederum in einem Hitzeschild aus demselben Material befindet. Die Gesamtmasse eines einzelnen RHU, einschließlich Abschirmung, beträgt ungefähr 40 Gramm. Eine RHU ist 3,2 cm lang und hat 2,6 cm Durchmesser, die Wärmeleistung beträgt 1 Watt.

## Verwendung
Im kalten äußeren Sonnensystem verwenden Raumsonden und Lander oft an kälteempfindlichen Stellen Radionuklid-Heizelemente, selbst wenn sie ihre elektrische Energie aus RTGs beziehen. Bei batteriebetriebenen Eintauch- und Landerkapseln im äußeren Sonnensystem ist die Verwendung von Radionuklid-Heizelementen bisher Standard, um ein Auskühlen zu verhindern. Der Batteriestrom dieser Kapseln reicht nämlich nur für die relativ kurze Messphase. Im inneren Sonnensystem nutzen Lander und Rover auf Planeten und Monden Radionuklid-Heizelemente, um bei fehlender Sonneneinstrahlung nicht auszukühlen, selbst wenn sie tagsüber ihre Energie aus Solarzellen beziehen. Akkusysteme für das Speichern der Energie zur Beheizung während der Nacht sind oft zu schwer.
Die sowjetischen Lunochod-Mondrover verwendeten Heizelemente mit Polonium 210Po.  Die amerikanischen Marsrover und Sonden verwenden dagegen Plutonium 238Pu in ihren Heizelementen, ebenso der chinesische Rover Yutu des Chang’e-3 Mondlanders, um während der 14-tägigen Mondnacht nicht auszukühlen.
| Startjahr      | Name        | Mission                 | Anzahl | Radioisotop |
| -------------- | ----------- | ----------------------- | ------ | ----------- |
| 1969           | 15 Watt RHU | EASEP                   | 2      | 238Pu       |
| 1970           | V3-R70-4    | Lunochod 1              | ?      | 210Po       |
| 1972           | RHU         | Pioneer 10              | 12     | 238Pu       |
| 1973           | V3-R70-4    | Lunochod 2              | ?      | 210Po       |
| 1973           | RHU         | Pioneer 11              | 12     | 238Pu       |
| 1977           | RHU         | Voyager 1               | 9      | 238Pu       |
| 1977           | RHU         | Voyager 2               | 9      | 238Pu       |
| 1989           | RHU         | Galileo Orbiter         | 103    | 238Pu       |
| 1989           | RHU         | Galileo-Probe           | 17     | 238Pu       |
| 1996           | RHU         | Mars Pathfinder Rover   | 3      | 238Pu       |
| 1997           | RHU         | Cassini Orbiter         | 82     | 238Pu       |
| 1997           | RHU         | Huygens Lander          | 35     | 238Pu       |
| 2003           | RHU         | Spirit                  | 8      | 238Pu       |
| 2003           | RHU         | Opportunity             | 8      | 238Pu       |
| 2011           | RHU         | Mars Science Laboratory | 4      | 238Pu       |
| 2013           | ?           | Jadehase (Yutu)         | ?      | 238Pu       |
| 2019           | RHU         | Jadehase 2 (Yutu 2)     | ?      |             |
| 2021           | ?           | Perseverance Rover      | ?      |             |
| 2023           | ?           | Luna 25                 | ?      | 238Pu       |
| 2028 (geplant) | RHU         | ExoMars Rover           | 2      | 238Pu       |